# Al Boasberg
Al Boasberg est un scénariste américain né le 5 décembre 1892 à Buffalo, dans l'État de New York et mort le 18 juin 1937 à Los Angeles, en Californie.

## Filmographie partielle
- 1926 : Le Mécano de la « General » de Clyde Bruckman et Buster Keaton
- 1926 : Le Dernier Round (Battling Butler) de Buster Keaton
- 1927 : The Gorilla  d'Alfred Santell
- 1928 : La Madone des sandwiches (That Certain Thing) de Frank Capra
- 1929 : So This Is College de Sam Wood
- 1929 : La Grande Vie de Sam Wood
- 1929 : Hollywood chante et danse (The Hollywood Revue of 1929) de Charles Reisner
- 1930 : Chasing Rainbows de Charles Reisner
- 1930 : Buster s'en va-t-en guerre (Doughboys) de Edward Sedgwick
- 1930 : Way for a Sailor de Sam Wood
- 1931 : Cracked Nuts de Edward F. Cline
- 1931 : Fifty Million Frenchmen de Lloyd Bacon
- 1931 : Everything's Rosie de Clyde Bruckman
- 1932 : La Monstrueuse Parade (Freaks) de Tod Browning
- 1935 : The Nitwits de George Stevens
- 1936 : Silly Billies de Fred Guiol